# Australia Open 1997 (Badminton)
Die Australian Open 1997 im Badminton fanden vom 5. bis zum 7. September 1997 in Sydney statt und waren gleichzeitig auch die nationalen Titelkämpfe Australiens. Auf der IBF-Turnierskala erreichte es die Wertung A.

## Sieger und Platzierte
| Disziplin    | Gold                          | Silber                             | Bronze                             |
| ------------ | ----------------------------- | ---------------------------------- | ---------------------------------- |
| Herreneinzel | Ng Wei                        | Murray Hocking                     | Liu Kwok Wa                        |
| Herreneinzel | Ng Wei                        | Murray Hocking                     | Tan Sian Peng                      |
| Dameneinzel  | Li Feng                       | Lisa Campbell                      | Zarinah Abdullah                   |
| Dameneinzel  | Li Feng                       | Lisa Campbell                      | Louisa Koon Wai Chee               |
| Herrendoppel | David Bamford Peter Blackburn | Murray Hocking Mark Nichols        | Patrick Lau Kim Pong Tan Sian Peng |
| Herrendoppel | David Bamford Peter Blackburn | Murray Hocking Mark Nichols        | Liu Kwok Wa Ma Che Kong            |
| Damendoppel  | Tammy Jenkins Rhona Robertson | Louisa Koon Wai Chee Tung Chau Man | Lisa Campbell Michaela Smith       |
| Damendoppel  | Tammy Jenkins Rhona Robertson | Louisa Koon Wai Chee Tung Chau Man | Li Feng Lianne Shirley             |
| Mixed        | Murray Hocking Lisa Campbell  | Peter Blackburn Rhonda Cator       | Ma Che Kong Tung Chau Man          |
| Mixed        | Murray Hocking Lisa Campbell  | Peter Blackburn Rhonda Cator       | Mark Nichols Sarah Hicks           |